# Kościół Matki Bożej Szkaplerznej w Tarnówku
Kościół pw. Matki Bożej Szkaplerznej – neogotycki katolicki kościół filialny znajdujący się w Tarnówku w gminie Połajewo. Należy do parafii w Boruszynie.
Kościół został wzniesiony w latach 1907-1909 (konsekracja 21 grudnia 1909) jako świątynia ewangelicka. W okresie II Rzeczypospolitej był we władaniu parafii należącej do superintendentury Oborniki-Chodzież Ewangelickiego Kościoła Unijnego.
Obiekt jest zlokalizowany na północno-wschodnim skraju wsi. Tworzy zwarty kompleks z dawną pastorówką. Obiekt wzorowano na kościele z Jabłonowa Pomorskiego. Oba nawiązują stylowo do XIV-wiecznych świątyń z terenu Ziemi Dobrzyńskiej, co było związane z zaleceniami budowlanymi władz pruskich. Okupanci nazistowscy zamknęli świątynię, a po II wojnie światowej przekazano ją parafii boruszyńskiej. 
Obiekt wzniesiony z cegieł palonych. Dach pokryty dachówką ceramiczną. Szczyty zachodni i z kruchtą dekorowane wąskimi otynkowanymi blendami i sterczynami. Wyposażenie to m.in. organy z trzema polami piszczałkowymi zwieńczone krenelażem, a także żyrandol neoromański.

## Galeria

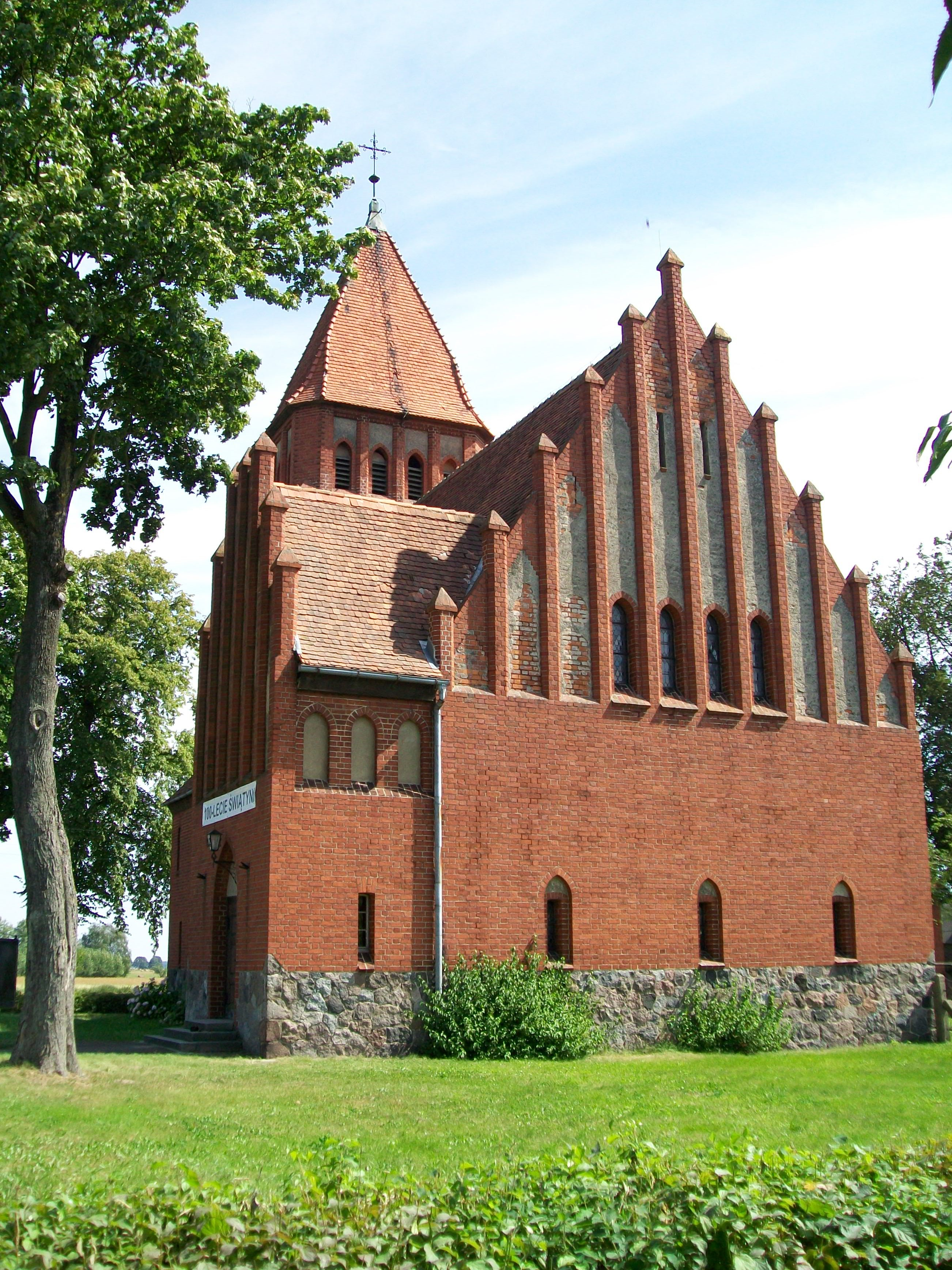
Szczyt z blendami
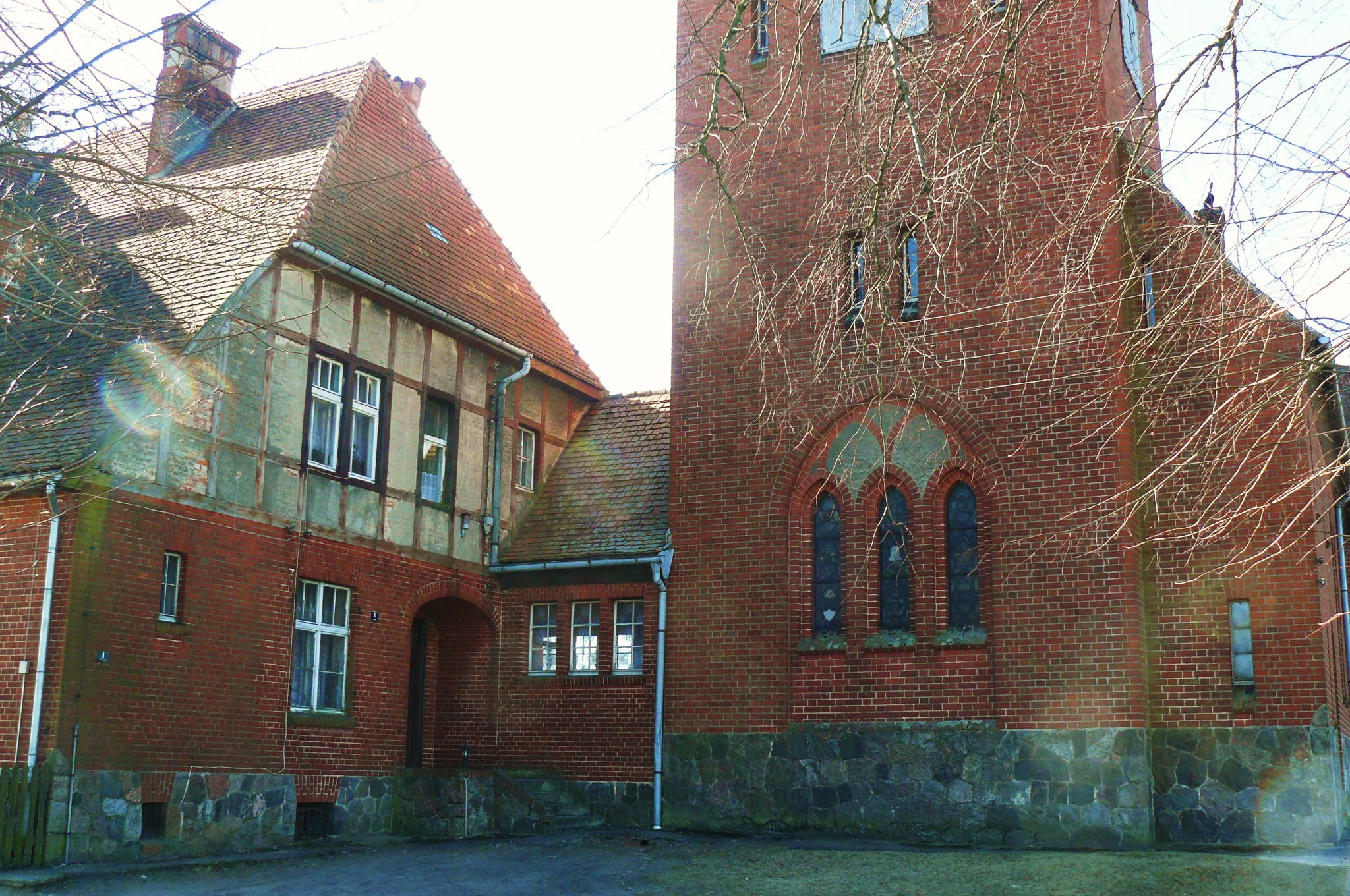
Łącznik i pastorówka
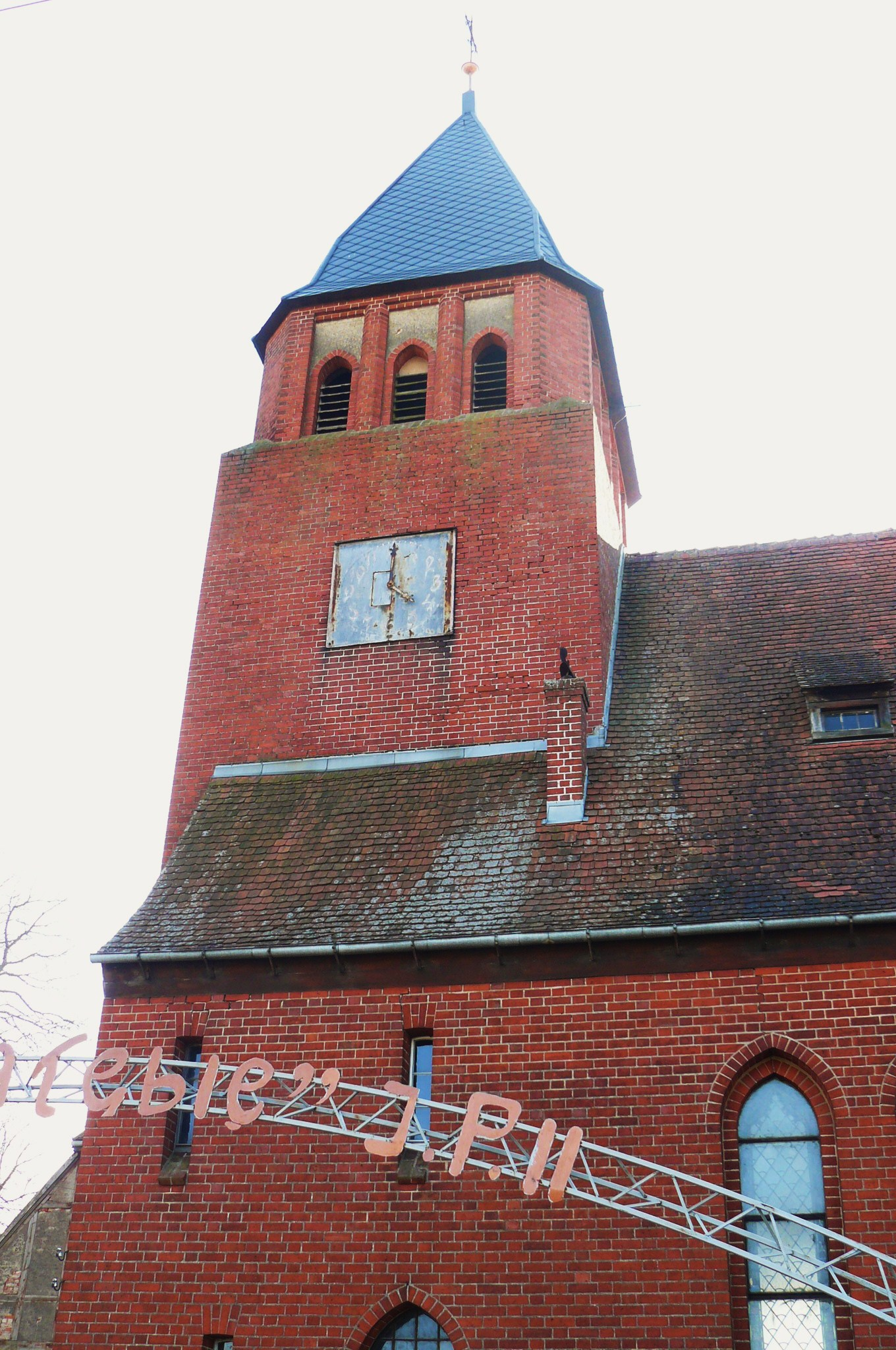
Wieża
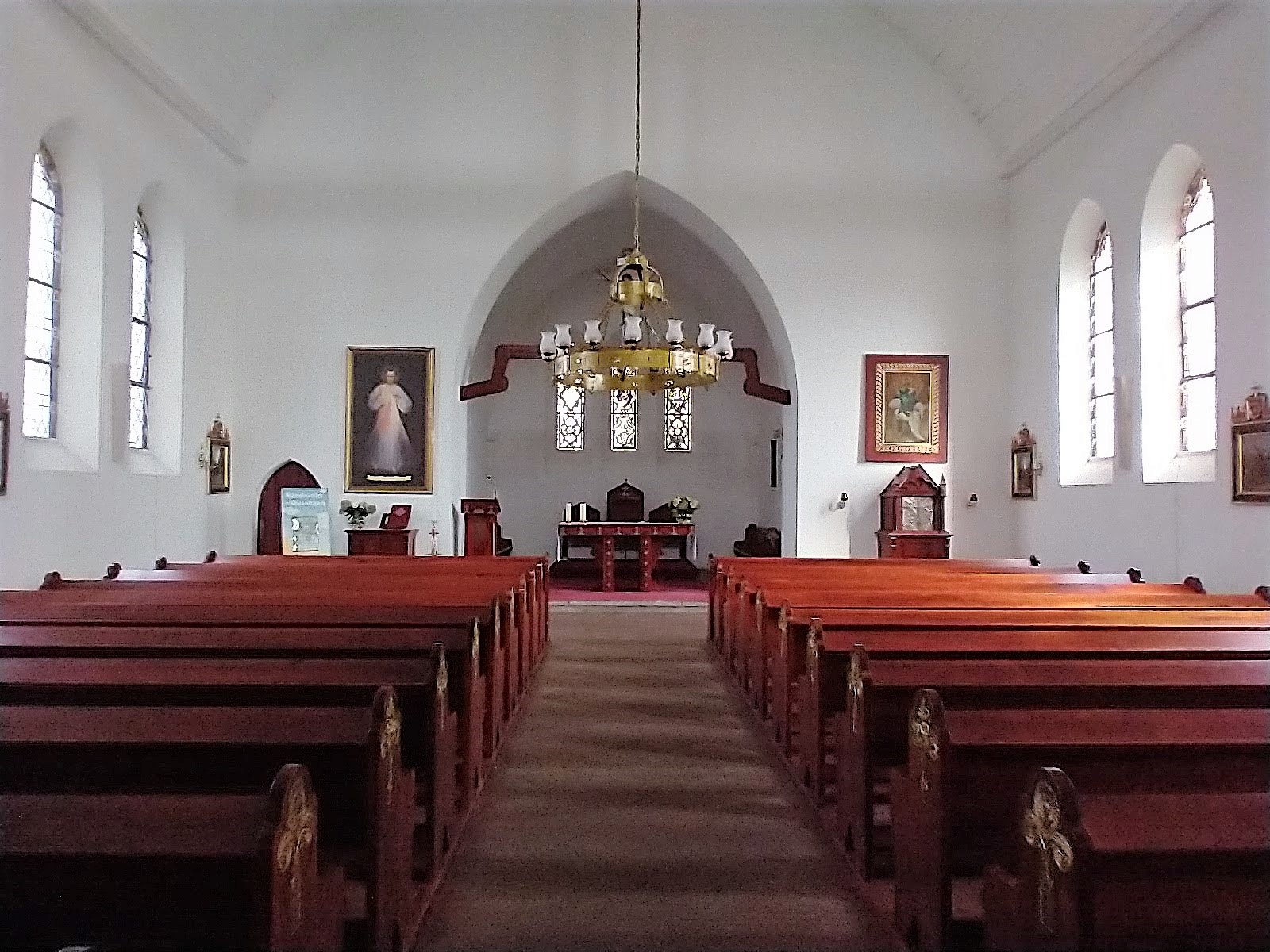
Wnętrze z ołtarzem
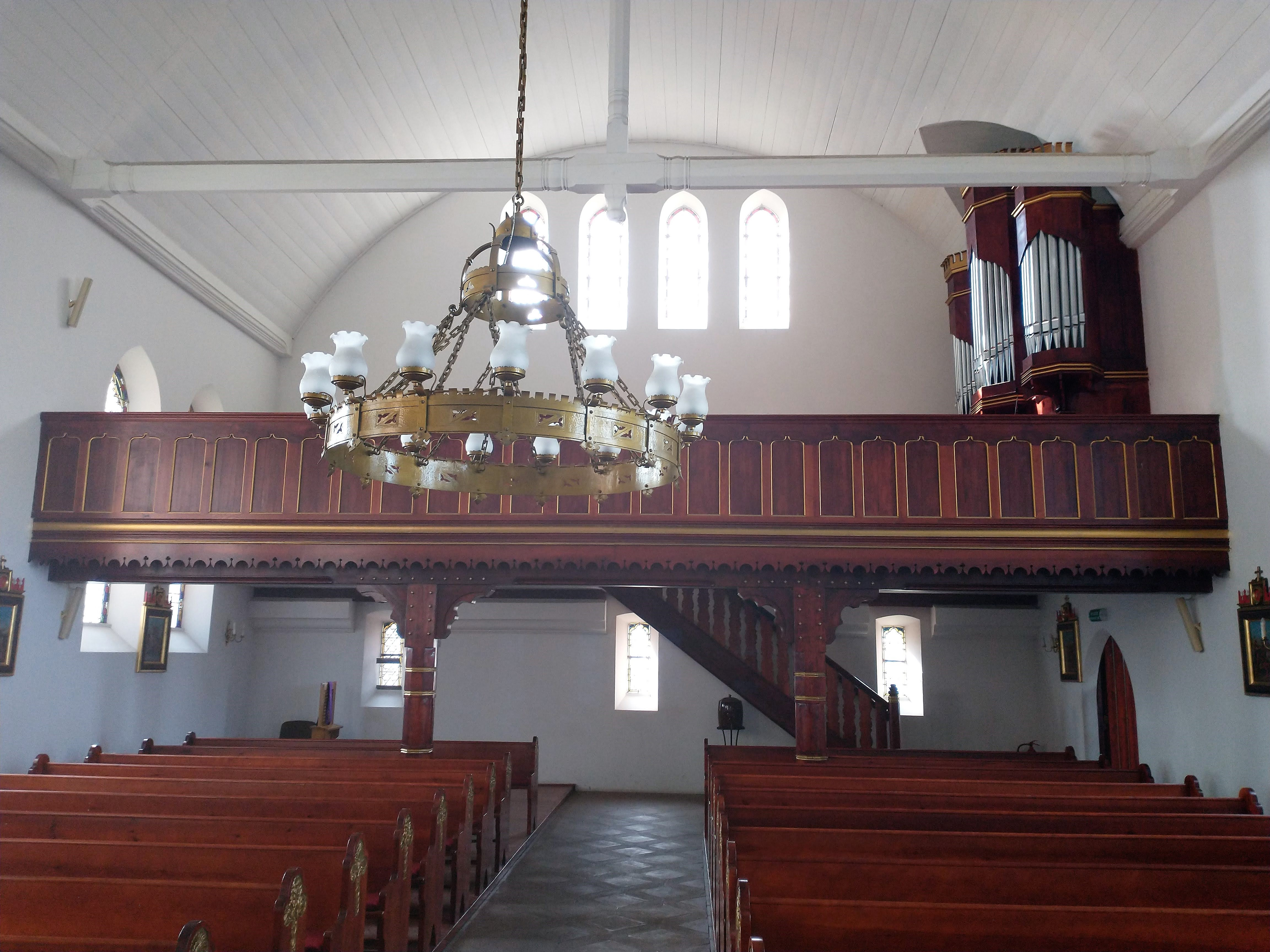
Balkon z organami